# Stigmatogobius pleurostigma
Stigmatogobius pleurostigma és una espècie de peix de la família dels gòbids i de l'ordre dels perciformes.

## Morfologia
- Els mascles poden assolir 6,4 cm de longitud total.
- Nombre de vèrtebres: 27.[4][5]

## Hàbitat
És un peix de clima tropical i bentopelàgic.

## Distribució geogràfica
Es troba al Vietnam, Tailàndia, Malàisia, Singapur i Indonèsia.

## Observacions
És inofensiu per als humans.